# Contrazioni uterine
La contrazione uterina è una contrazione muscolare del muscolo liscio uterino.

## Fenomenologia

### Ciclo mestruale
L'utero spesso si contrae per tutto il ciclo mestruale e queste contrazioni sono state definite onde endometriali o onde contrattili. Questi sembrano coinvolgere solo lo strato sub-endometrico del miometrio. Nella prima fase follicolare queste contrazioni si verificano una o due volte al minuto e durano 10-15 secondi con una ampiezza  bassa di solitamente 30 mmHg. La frequenza aumenta a 3-4 minuti per l'ovulazione. Durante la fase luteale, la frequenza e l'ampiezza diminuiscono.
Se la fecondazione non si verifica, la frequenza rimane bassa, ma l'ampiezza aumenta tra 50 e 200 mmHg, producendo contrazioni al momento della mestruazione. Queste contrazioni sono a volte definite crampi mestruali, anche se questo termine è spesso usato in generale per definire anche il dolore mestruale. Queste contrazioni possono essere fastidiose o addirittura dolorose, ma sono generalmente meno dolorose delle contrazioni durante il travaglio.

### Parto
Le contrazione uterine fanno parte del processo di parto. Le contrazioni e il travaglio in generale sono una condizione in cui viene rilasciato l'ormone ossitocina nel corpo. Le contrazioni si fanno più a lungo mentre il travaglio si intensifica.
Prima del travaglio effettivo, le donne possono avere le contrazioni di Braxton Hicks, talvolta noto come "falso travaglio". Le contrazioni uterine durante il parto possono essere monitorate con la cardiotocografia.

### Orgasmo
Le contrazioni uterine e vaginali di solito avvengono durante la stimolazione sessuale femminile, incluse le fasi di eccitazione e orgasmo.